# Ti Delcer
Ti Delcer es una localidad de Santa Lucía que forma parte del distrito de Soufrière.